# Assassinat de Jean sans Peur

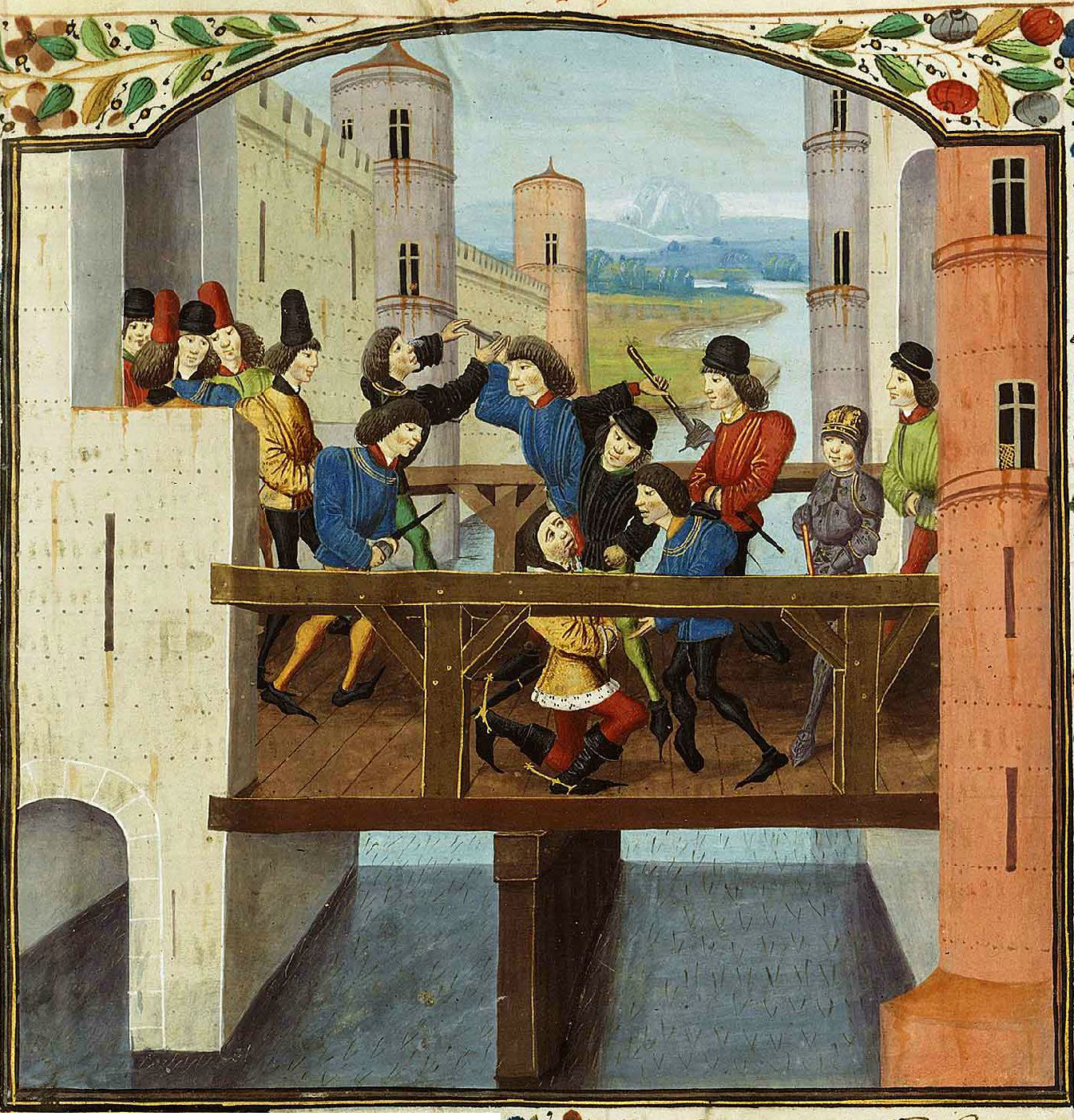
Assassinat de Jean sans Peur au pont de Montereau. Enguerrand de Monstrelet, Chroniques (abrégé). Maître de la Chronique d'Angleterre, vers 1470-1480. Paris, BnF, département des manuscrits, Français 2680, 288.

L'assassinat de Jean sans Peur, duc de Bourgogne, survient le 10 septembre 1419 lors d'une entrevue avec le dauphin, le futur Charles VII, sur le pont de Montereau.
Cet acte fait suite à l'assassinat du duc Louis Ier d'Orléans, frère du roi Charles VI, par Raoul d'Anquetonville sur ordre de Jean sans Peur douze ans plus tôt et qui a déclenché une guerre civile entre Armagnacs et Bourguignons.
Si les chroniqueurs bourguignons désignent les auteurs de l'attentat, ni le lit de Justice du 23 décembre 1419, ni le traité d'Arras du 21 septembre 1435, ne désignent nommément, comme auteurs du crime, les conseillers du roi Charles VII ayant participé à la rencontre.

## Contexte historique

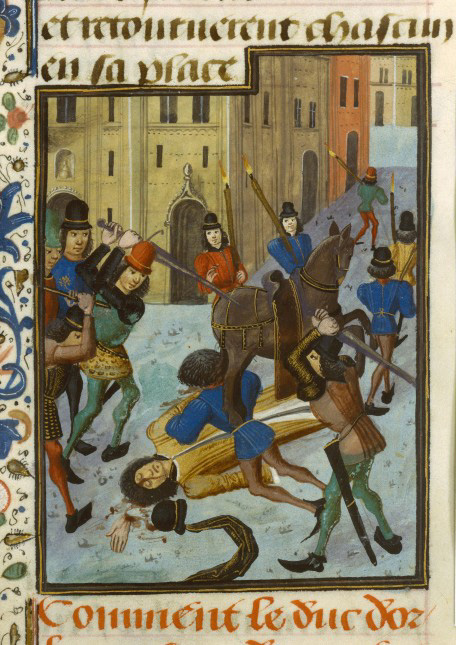
Meurtre du duc Louis d'Orléans, enluminure du Maître de la Chronique d'Angleterre, vers 1475, BnF.

L'événement prend place pendant la guerre de Cent Ans, qui oppose alors la France et l'Angleterre. Le roi de France Charles VI étant atteint de démence depuis 1392, la reine Isabeau de Bavière est chargée d'assumer la présidence du conseil de régence par intermittence. En 1407, elle est assistée de deux antagonistes qui revendiquent chacun le pouvoir : d'une part, le duc Louis Ier d'Orléans, frère cadet du roi, et d'autre part, le duc Jean Ier de Bourgogne, dit « Jean sans Peur », son cousin apanagé du duché de Bourgogne. Profitant d'une absence momentanée de son cousin, le duc d'Orléans fait écarter les conseillers bourguignons du conseil de régence. À son retour à Paris, Jean sans Peur, sentant le pouvoir lui échapper, décide de le faire assassiner. Sur ordre de Jean sans Peur, Raoul d'Anquetonville assassine le duc d'Orléans le 23 novembre 1407 à Paris. Charles d'Orléans, fils du duc assassiné, fait appel à son beau-père, le comte d'Armagnac, pour venger son père à la tête de partisans français qui seront désormais connus sous le nom d'« Armagnacs ». Cet événement entraîne dès 1410 la guerre civile entre Armagnacs et Bourguignons. Les Anglais reprenant les hostilités en août 1415, Jean sans Peur louvoie pour les ménager, car les Flandres (qui lui appartiennent) sont dépendantes de l'approvisionnement en laine anglaise pour fournir les draperies. Il n'envoie donc que peu de troupes pour les combattre. Au contraire, il profite des désordres pour prendre le pouvoir à Paris, soutenu par les universitaires et les artisans. Cependant, les Anglais écrasent la chevalerie française à Azincourt le 25 octobre 1415. Il devient alors nécessaire tant pour les Armagnacs que pour les Bourguignons de mettre un terme à leur rivalité afin de repousser l'envahisseur.
Le 29 mai 1418, le dauphin Charles, âgé de quinze ans, résidant à l'hôtel Saint-Pol à Paris, est menacé dans sa vie par les tueurs bourguignons de Jean sans Peur, aux ordres de Capeluche, qui viennent d'envahir Paris. Ils massacrent le comte d'Armagnac et un grand nombre de partisans armagnacs du jeune dauphin. Entouré par des conseillers fidèles à la couronne de France, Charles se réfugie à Bourges, capitale de son duché de Berry, pour y organiser la résistance face aux Anglais et aux Bourguignons. Pourtant, il se retrouve rapidement contraint de traiter avec le duc de Bourgogne s'il veut défaire les Anglais. Jean sans Peur et le dauphin Charles se rencontrent une première fois le 8 juillet 1419 à Pouilly-le-Fort, puis à nouveau le 11 juillet, pour signer le traité de Pouilly-le-Fort, dit « la paix du Ponceau ». Le 19, un Te Deum célèbre à Paris leur prochaine réconciliation. Mais celle-ci est différée par une attaque des Anglais qui, progressant le long de la Seine, s'emparent de Poissy le 31 juillet et menacent Paris. Le duc de Bourgogne fait évacuer la famille royale à Troyes. Enfin, Jean et Charles conviennent de sceller leur alliance sur le pont qui traverse l'Yonne à Montereau, le 10 septembre 1419. Les conseillers armagnacs du dauphin estiment que les négociations entamées par Jean sans Peur ont principalement pour objet de persister dans ses intrigues antérieures et sa fourberie en vue d'assumer le futur pouvoir du royaume de France, en réduisant le dauphin a quia. De plus, ils souhaitent venger l'assassinat de Louis d'Orléans, survenu douze ans plus tôt et toujours impuni en 1419. En effet, Jean sans Peur, après avoir commandité ce meurtre afin d'éliminer son concurrent du conseil du roi Charles VI, avait d'ailleurs proclamé haut et fort qu'il était l'instigateur de ce crime, qu'il justifiait par l'entremise du théologien Jean Petit, en le qualifiant d'un « tyrannicide » organisé pour le plus grand bien du royaume de France. Enfin, les Armagnacs redoutent que le duc de Bourgogne cherche à attenter à la vie du dauphin : le jeune Charles est le dernier fils du roi Charles VI, ses frères Louis et Jean étant morts subitement en 1415 et 1417. Les adversaires de Jean sans Peur n'hésitent pas à l'accuser d'aspirer au trône, d'autant que son rival Charles d'Orléans est à ce moment en captivité en Angleterre.

## Le drame de Montereau

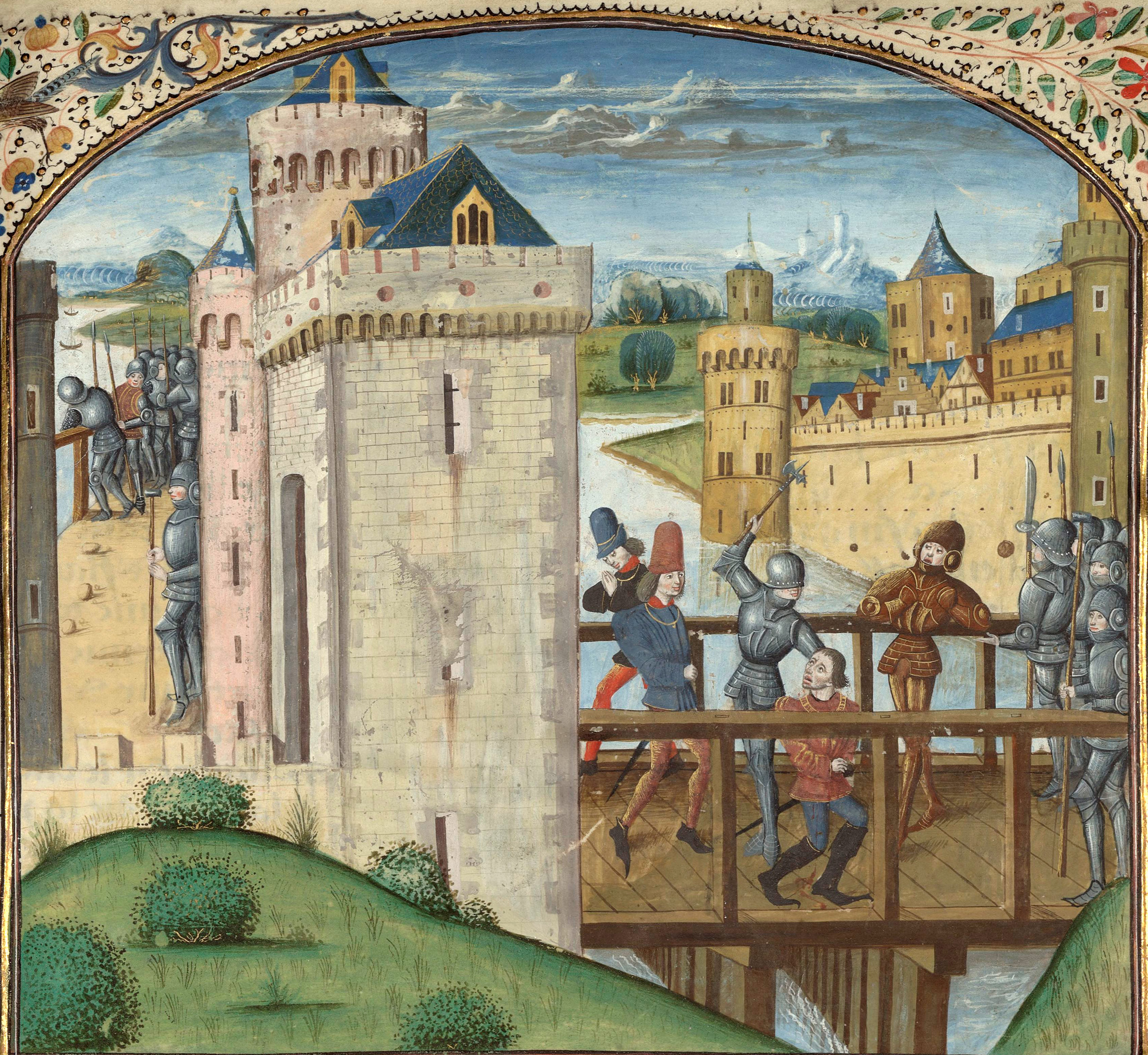
Assassinat du duc de Bourgogne, Jean sans Peur, sur le pont de Montereau, en 1419, enluminure ornant les Chroniques de Monstrelet, manuscrit du, Paris, bibliothèque de l'Arsenal.

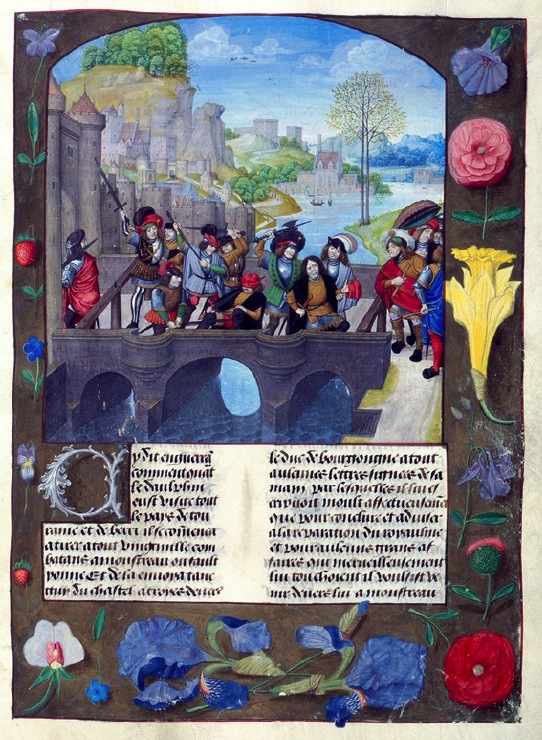
Assassinat de Jean sans Peur, illustré dans le manuscrit de la Chronique d'Enguerrand de Monstrelet, vers 1500.

Le 10 septembre 1419, les deux armées arrivent vers 15 h sur les deux berges de l'Yonne, de part et d'autre du pont de Montereau. Jean sans Peur est informé que l'on veut attenter à sa vie, son entourage accentue sa surveillance afin de protéger le duc. Il en est de même pour le dauphin. Au milieu du pont, des charpentiers ont élevé un enclos avec une porte de chaque côté. Il est convenu que les deux rivaux entreront dans l'enclos avec chacun une escorte de dix personnes et que les portes seront fermées pendant toute la durée de l'entrevue. Chacun des dix hommes prête serment. Malgré les dispositions prises, le duc de Bourgogne réfléchit encore sur le bien-fondé de cette dangereuse rencontre. De chaque côté de l'Yonne, les deux princes s'épient. Enfin, à 17 h, le duc de Bourgogne se décide : il s'avance vers le pont de Montereau. Lorsque les conseillers du régent dauphin, dont Jean de Maissy, dit Jean Cadard, son médecin, voient apparaître sur le pont le duc de Bourgogne, ils s'avancent vers le duc et lui disent : « Venez devers, Monseigneur, il vous attend ». D'un geste, Tanneguy III du Chastel encourage le dauphin à pénétrer dans le sas destiné à la rencontre entre les deux cousins et il y accompagne Jean sans Peur. Ce dernier, rassuré, s'écrie : « Voilà en qui je me fie ». Jean sans Peur, armé de son épée, se présente au rendez-vous du pont, accompagné d'une escorte de dix hommes armés, à laquelle se joint un onzième homme non prévu en la personne du secrétaire du duc.
L'atmosphère est tendue. Le duc s'agenouille avec respect devant le dauphin, qui lui reproche d'avoir préservé sa neutralité, sinon son alliance avec les Anglais, malgré la convention du Ponceau. Le duc lui répond « qu'il avait fait ce qu'il devait ». Le ton monte, et, suivant l'historien Auguste Vallet de Viriville, deux versions contradictoires s'opposent entre les partisans du dauphin et ceux du duc de Bourgogne. Les chroniqueurs bourguignons prétendent que Jean sans Peur s'est fait agresser immédiatement, sans avoir entamé de discussion. Les partisans du dauphin prétendent de leur côté que ce dernier se serait montré arrogant et qu'il aurait signifié au dauphin qu'il restait tributaire du roi son père et donc dans l'incapacité de traiter en son nom. Il lui aurait donc demandé de rentrer à Paris et de faire acte de soumission. Le sire de Navailles aurait appuyé cet argument en insistant sur la subordination du jeune dauphin au roi Charles VI. Il aurait fait le geste de tirer son épée du fourreau, ce qui aurait déclenché la réaction immédiate de la garde armée du dauphin. Il devait périr lui aussi en défendant Jean sans Peur. Suivant la version bourguignonne, Tanneguy du Chastel porte un coup de hache au visage du duc en criant « Tuez, tuez ! ». Cependant que le dauphin est écarté de la scène, les hommes d'armes de chaque parti brandissent leurs épées et c'est alors la curée. Tel est le récit qu'en fera plus tard Jean Séguinat, secrétaire du duc, à la commission d'enquête nommée par les Bourguignons.
Le cadavre du duc de Bourgogne a la main droite sectionnée, à l'instar de ce qu'avaient fait les séides de Jean sans Peur quelques années auparavant, après l'assassinat de Louis Ier d’Orléans. Pour les Bourguignons, le dauphin est considéré comme le principal instigateur de l'assassinat du duc de Bourgogne, malgré ses dénégations.
Il est aujourd'hui difficile d'arbitrer entre ces deux versions qui restent historiquement contradictoires, sauf, qu'à l'évidence, le duc de Bourgogne, Jean sans Peur, était défendu sur le pont de Montereau par dix chevaliers armés et qu'il est mort, l'épée à la main, alors que sa victime, le duc Louis Ier d'Orléans est mort sans défense, rue vieille du Temple à Paris, en pleine nuit, assassiné par les spadassins du duc de Bourgogne  Jean sans Peur.

## Conséquences

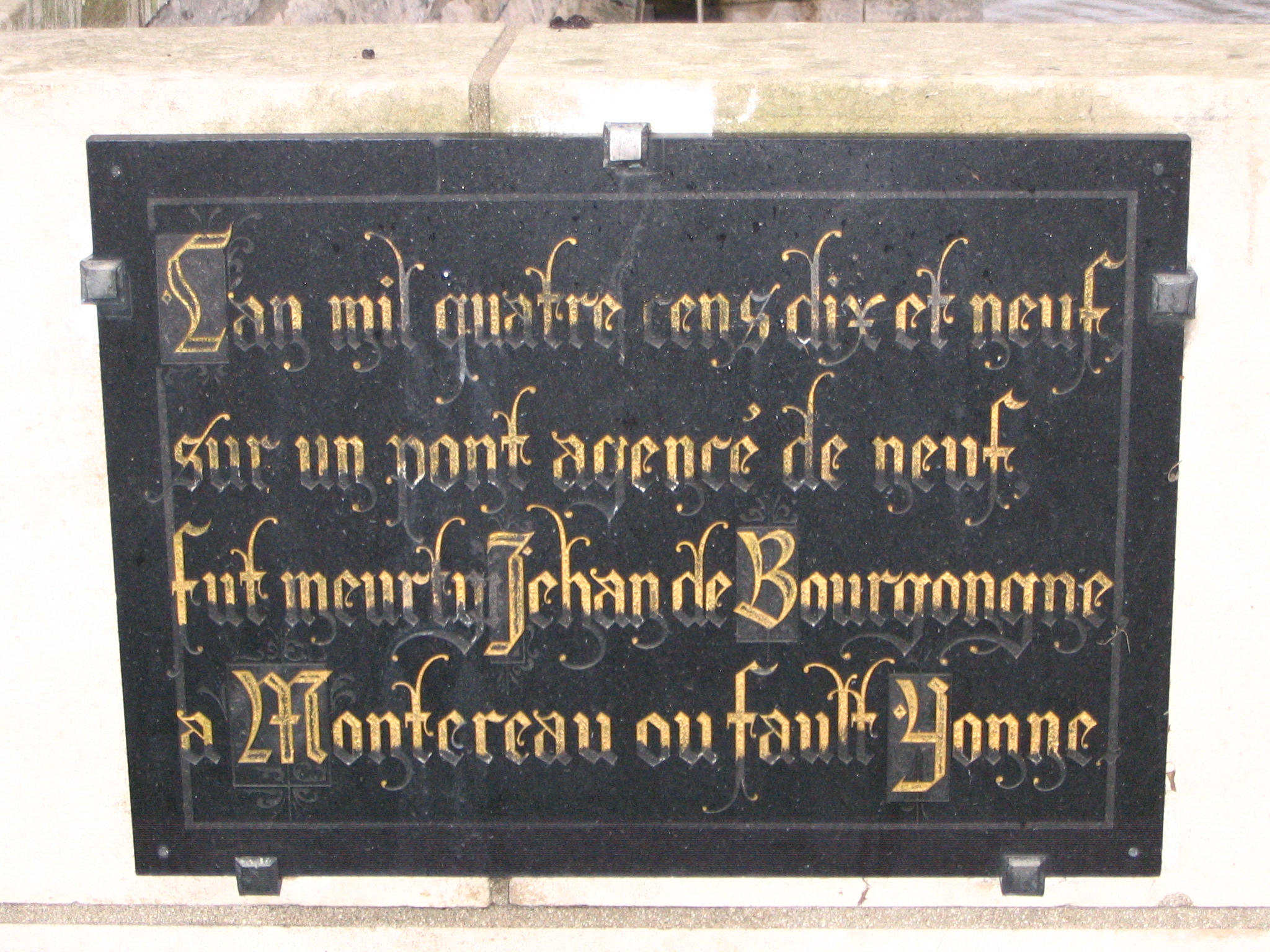
Plaque installée sur le pont de Montereau et rappelant l'assassinat de Jean sans Peur.

Cet acte entraîne provisoirement des conséquences « catastrophiques » pour la dynastie française de Valois et pour la France, déjà très affaiblies par les luttes de pouvoir et la défaite d'Azincourt. Philippe le Bon, fils de Jean sans Peur et nouveau duc de Bourgogne, fait alliance avec les Anglais, ce que son père avait toujours semblé éviter, bien qu'il ait observé une neutralité bienveillante à leur égard et ponctuellement bénéficié de leur aide. Cette alliance aboutit au traité de Troyes, ratifié le 21 mai 1420, qui, à l'instigation du nouveau duc de Bourgogne avec la complicité de la reine Isabeau de Bavière, a pour objet de déshériter le dauphin Charles en confiant, en ses lieu et place, la succession du roi de France Charles VI au roi d'Angleterre Henri V, qui renforce sa revendication au trône de France en épousant Catherine de Valois, fille de Charles VI et d'Isabeau, le 2 juin. Henri V semble de ce fait assuré de porter la double couronne de France et d'Angleterre à la mort de son beau-père. Pourtant, à la mort prématurée d'Henri V d'Angleterre, survenue le 31 août 1422, puis celle de Charles VI le 21 octobre suivant, le dauphin, réfugié à Bourges, fief de son duché de Berry, s'autoproclame roi de France à l'âge de dix-neuf ans sous le nom de Charles VII.

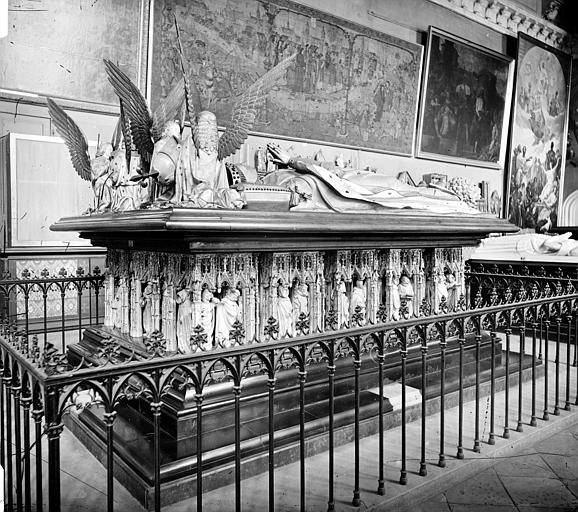
Monument funéraire en marbre de Jean Sans-Peur, photo prise en 1919.

Pendant ce temps, les Anglais proclament à la fois roi de France et d’Angleterre l'unique fils d'Henri V et de Catherine de Valois sous le nom d'Henri VI. La France a ainsi provisoirement deux rois : Charles sacré à Reims le 17 juillet 1429 grâce à l'aide de Jeanne d'Arc et Henri sacré à Notre-Dame de Paris le 16 décembre 1431 grâce à l'aide des armées anglaises.
Ce dernier, parvenu à l'âge adulte, sera atteint de démence et, n'ayant jamais régné de facto sur la France, sera dépossédé de son propre trône en Angleterre des suites de la guerre des Deux-Roses. Parallèlement, allié aux Écossais et soutenu par les grands seigneurs de la cour de France ainsi que par Jeanne d'Arc, le roi Charles VII parviendra définitivement à « bouter les Anglais hors de France » en 1453, ne leur laissant que Calais et ses environs (qu'ils garderont jusqu'en 1558) et les îles Anglo-Normandes (qu'ils ont toujours au XXIe siècle), et démontrer ainsi que les conséquences du drame de Montereau, contrairement aux prévisions pessimistes émanant principalement des chroniqueurs bourguignons, n'ont été « catastrophiques » ni pour la dynastie de Valois, ni pour le royaume de France[réf. nécessaire].